# Jørgen Ravn (voetballer)
Jørgen Ravn (Valby, 3 juni 1940 – 4 juni 2015) was een Deens voetballer.
Ravn kwam in 1960 bij het eerste elftal van Kjøbenhavns Boldklub terecht. Bij de club uit zijn geboortestad werd hij in 1961 en 1964 topscorer van de Superligaen met respectievelijk 26 en 21 doelpunten. Op 16 januari 1965 tekende hij een contract bij het Schotse Aberdeen FC. Hij maakte zijn debuut elf dagen later tegen Third Lanark AC. Op anderhalf seizoen zou hij 25 competitiewedstrijden spelen, waarin hij negen maal het doel vond. Bij zijn terugkeer naar Denemarken wachtte hem een verplichte schorsing van twee seizoenen omdat hij bij Aberdeen als professioneel voetballer aan de slag was, waardoor zijn totaal aantal competitiewedstrijden voor KB beperkt bleef tot slechts 161. Hij beëindigde zijn carrière in 1970.
Op 23 oktober 1960 speelde hij zijn eerste wedstrijd voor het Deens voetbalelftal onder 21. De wedstrijd tegen Zweden werd met 1-2 verloren, waarbij Ravn het enige Deense doelpunt maakte. Hij zou in totaal 10 wedstrijden spelen voor dit nationale jeugdelftal en vijf maal scoren. Door de sterke prestaties van Ole Madsen bij het Deens voetbalelftal doorheen de jaren '60 werd Ravn geen enkele keer in zijn carrière geselecteerd voor het nationale elftal. Wel speelde hij op 11 oktober 1964 een wedstrijd met het nationale B-elftal tegen dat van Noorwegen. Deze wedstrijd eindigde op een 2-2 gelijkspel.
Ravn overleed daags na zijn 75ste verjaardag na een langdurige ziekte.